# Howard Becker
Howard Saul Becker (Chicago, 18 de abril de 1928 – São Francisco, 16 de agosto de 2023) foi um sociólogo estadunidense que lecionou na Northwestern University. Becker fez contribuições para a sociologia do desvio, sociologia da arte e sociologia da música.  Becker também escreveu extensivamente sobre estilos e metodologias de escrita sociológica.  Seu livro Outsiders, de 1963, forneceu as bases para a teoria da rotulagem. Becker é frequentemente chamado de interacionista simbólico ou construcionista social, embora não se alinhe com nenhum dos métodos.  Formado pela Universidade de Chicago, Becker é considerado parte da segunda Escola de Sociologia de Chicago, que também inclui Erving Goffman e Anselm Strauss. 

## Vida

### Infância e educação
Howard Saul Becker nasceu em 18 de abril de 1928, em Chicago, Illinois, filho de Allan Becker (2 de abril de 1902 – 27 de março de 1988) e Donna Becker (nascida Bertha Goldberg; 31 de dezembro de 1904 – 1997).  Seu bisavô, Gershon Movsha Becker, emigrou para os Estados Unidos da Lituânia . Becker começou a tocar piano em tenra idade e aos 15 anos trabalhou como pianista em bares e bares de strip e, mais tarde, com uma banda do campus da Northwestern University.  Segundo Becker, ele conseguiu trabalhar semiprofissionalmente por causa da Segunda Guerra Mundial e pelo fato de que a maioria dos músicos com mais de 18 anos foram convocados.  Foi através de seu trabalho como músico que Becker foi exposto pela primeira vez à cultura das drogas, que ele estudaria mais tarde. 
Becker recebeu seu diploma de graduação em sociologia na Universidade de Chicago em 1946.  Enquanto estava na escola, Becker continuou a tocar piano semi-profissional.  De acordo com Becker, ele via a música como sua carreira e a sociologia como um hobby.  Mesmo assim, ele obteve seu mestrado e doutorado em sociologia na Universidade de Chicago  onde escreveu sua tese de doutorado sobre professores de escolas de Chicago.  Na Universidade de Chicago, Becker foi ensinado na tradição da Escola de Sociologia de Chicago original.  Becker e seus colegas, incluindo Erving Goffman e Anselm Strauss, mais tarde seriam considerados parte da "segunda Escola de Sociologia de Chicago". 
A Escola de Sociologia de Chicago concentrou-se fortemente na análise de dados qualitativos e trabalhou com a cidade de Chicago como laboratório.  Muito do trabalho inicial de Becker foi guiado na tradição da Escola de Chicago, em particular por Everett C. Hughes, que serviu como mentor e conselheiro de Becker.  Becker também é frequentemente rotulado de interacionista simbólico, embora não aceite o rótulo.  De acordo com Becker, sua linhagem acadêmica é Georg Simmel, Robert E. Park e Everett Hughes . 
Depois de receber seu doutorado aos 23 anos, Becker estudou o uso de maconha no Institute for Juvenile Research.  Mais tarde, foi premiado com uma bolsa de pesquisa de pós-doutorado da Fundação Ford na Universidade de Illinois de 1953 a 1955,  e depois passou três anos como pesquisador associado no Instituto para o Estudo de Problemas Humanos da Universidade de Stanford antes de iniciar sua carreira docente. 

### Carreira docente
Depois de receber seu doutorado na Universidade de Chicago, Becker trabalhou por três anos como instrutor em sociologia e ciências sociais na Universidade de Chicago.  Em 1965, Becker tornou-se professor de sociologia na Northwestern University, onde lecionou até 1991.  Durante sua carreira na Northwestern, Becker também lecionou como professor visitante na Universidade de Manchester e como professor visitante no Museu Nacional do Rio de Janeiro.  Em 1991, Becker tornou-se professor de sociologia e, em 1996, professor adjunto de música, na Universidade de Washington, até se aposentar em 1999. 
Becker também recebeu vários prêmios e honrarias em seu campo.  Estes incluem uma bolsa Guggenheim em 1978-1979, o Prêmio Charles Horton Cooley, concedido pela Sociedade para o Estudo da Interação Simbólica, em 1980, o Prêmio de Riqueza Comum em 1981, o Prêmio Cooley/Mead na Seção de Psicologia Social, concedido pela American Sociological Association em 1985, o George Herbert Mead Award dado pela Society for the Study of Symbolic Interaction em 1987, e o Award for a Career of Distinguished Scholarship, American Sociological Association, 1998.  Becker também possui títulos honorários da Université de Paris VIII, Université Pierre Mendes-France, Grenoble, Erasmus University, Rotterdam, e École Normale Supérieure Lettres et Sciences Humaines, Lyon. 

### Aposentadoria
Becker atualmente reside em San Francisco, Califórnia .  Ele também passa de três a quatro meses por ano na Europa, principalmente em Paris .  Apesar de não mais ensinar em tempo integral, Becker continua a escrever  e gravar música. 
Em 2004, Un sociologue en liberté: Lecture d'Howard S. Becker, do sociólogo francês Alain Pessin, foi lançado na França.  No livro, Pessin examina o trabalho e as contribuições de Becker para o campo da sociologia. 

### Morte
Becker morreu no dia 16 de agosto de 2023, aos 95 anos de idade, em São Francisco, Califórnia.

## Realizações

### Sociologia do desvio e teoria da rotulagem
Embora Becker não afirme ser um especialista em desvio, seu trabalho sobre o assunto é frequentemente citado por sociólogos e criminologistas que estudam o desvio.  Seu livro Outsiders, de 1963, é creditado como um dos primeiros livros sobre a teoria da rotulagem e sua aplicação aos estudos do desvio.  Becker explorou a teoria em que o desvio é simplesmente uma construção social usada para persuadir o público a temer e criminalizar certos grupos.  Uma compilação dos primeiros ensaios sobre o assunto, Outsiders descreve as teorias de desvio de Becker através de dois grupos desviantes; usuários de maconha e músicos de dança.  No livro, Becker define o desvio como "não uma qualidade de uma pessoa má, mas o resultado de alguém definir a atividade de alguém como ruim". 
Becker é amplamente conhecido por seu trabalho sobre a cultura das drogas, particularmente seus estudos sobre o uso de maconha.  Os capítulos três e quatro de Outsiders, publicados originalmente no American Journal of Sociology em 1953, examinam como os usuários de maconha passam a ser rotulados como desviantes sociais.  Becker foi inspirado a escrever sobre o assunto depois de ler o livro de Alfred Lindesmith sobre o vício do ópio.  Como músico, Becker teve experiência em primeira mão com a cultura das drogas e conseguiu obter participantes de entrevistas por meio de suas conexões com a cena musical.  O primeiro dos artigos, "Tornar-se um usuário de maconha", descreve como a interação social desempenha um papel na aprendizagem do uso e aproveitamento dos efeitos da droga.  O segundo, "Uso de maconha e controle social", descreve como os mecanismos de controle servem para limitar o uso da droga e ainda rotular os usuários como desviantes.  No final da década de 1960, Becker escreveu dois artigos adicionais sobre a cultura das drogas: "História, Cultura e Experiência Subjetiva: Uma Exploração das Bases Sociais das Experiências Induzidas por Drogas" e "Acabando com os Incidentes de Drogas no Campus".  Embora não tenha escrito nada sobre a cultura das drogas desde a década de 1970, Becker ainda é amplamente reconhecido como um pesquisador influente na área. 
Outra contribuição que Becker deu à sociologia do desvio foram seus estudos sobre as culturas desviantes. Em Outsiders, Becker examinou a formação de culturas desviantes através de suas observações de músicos.  Os músicos, segundo Becker, se contrapõem aos não-músicos ou "praças", o que por sua vez os fortalece e os isola como uma cultura desviante.  Outra importante contribuição que Becker faz por meio de seus estudos sobre a cultura desviante é o conceito de "carreiras desviantes".  No caso dos músicos, Becker examina as consequências de um indivíduo escolher uma ocupação que já está localizada dentro de um grupo desviante e como isso, por sua vez, rotula o ator que escolhe a carreira como desviante.  O trabalho de Becker sobre carreiras desviantes é muito influenciado pelo trabalho de seu mentor, Everett Hughes . 
O trabalho de Becker sobre o desvio o solidificou como um dos fundadores da teoria da rotulagem .  A teoria da rotulagem baseia-se na ideia de que um desviante social não é um indivíduo inerentemente desviante, mas que se torna desviante porque é rotulado como tal.  De acordo com Becker, nem todos os indivíduos rotulados como desviantes devem permanecer desviantes, no entanto, uma vez rotulado como desviante, torna-se mais provável que um indivíduo tome caminhos desviantes.  Em 1973, Becker relançou Outsiders com um capítulo final intitulado "Labeling Theory Reconsidered".  No capítulo, Becker responde aos críticos que argumentam que a teoria da rotulagem falha em fornecer uma explicação etiológica do desvio ou uma explicação de como os indivíduos chegam a cometer atos desviantes em primeiro lugar.  Becker explica que a teoria não deveria ser tomada como uma teoria abrangente do desvio, nem deveria explicar comportamentos desviantes como simplesmente o produto de influência externa.  Em vez disso, a teoria da rotulagem pretendia "focar a atenção na maneira como rotular coloca o ator em circunstâncias que tornam mais difícil para ele continuar as rotinas normais da vida cotidiana e, assim, provocá-lo a ações "anormais". 

### Sociologia da arte
Depois de escrever sua dissertação, Becker se interessou pelo estudo sociológico da arte.  Becker acreditava que o campo era subdesenvolvido e consistia principalmente em julgamentos de valor velados de artistas específicos.  Ao contrário de trabalhos anteriores na sociologia da arte, Becker abordou a arte como "ação coletiva" e estudou a arte como uma ocupação. 
Uma das principais contribuições de Becker ao campo foi a ideia da arte como produto da ação coletiva.  Em seu livro Art Worlds, de 1982, Becker descreve como uma obra de arte é formada através da coordenação de muitos indivíduos.  Segundo Becker, sem cada um dos indivíduos que produzem os materiais necessários à construção da arte, torna-se difícil, senão impossível, criar arte.  Becker também faz referência a como a divisão do trabalho desempenha um papel na criação da obra de arte, na medida em que o trabalho de muitos indivíduos entra na produção das ferramentas e rotinas do artista.  Além das ferramentas necessárias para o processo de criação, Becker também enfatiza o papel do significado compartilhado na atribuição de valor à arte.  Em outras palavras, Becker acredita que sem uma compreensão comum do valor de uma obra, é difícil que ela tenha qualquer ressonância social. 
Além de Art Worlds, Becker escreveu vários ensaios sobre a sociologia da arte.  Dois volumes desses ensaios foram traduzidos em francês; Paroles et Musique e Propos sur l'art .  Além disso, em 2006, Becker editou e contribuiu para Art from Start to Finish, uma compilação de ensaios sociológicos que abordam a questão de como um artista decide quando um trabalho é concluído.  Junto com seus escritos sobre o assunto, Becker também ministrou um curso sobre sociologia da arte. 

### Escrita acadêmica e metodologia
Além das contribuições de Becker para a teoria sociológica, ele também escreveu extensivamente sobre a prática da sociologia .  Em Truques de escrita, Becker oferece conselhos a indivíduos interessados em escrever sobre ciências sociais.  De acordo com Becker, o livro é composto de informações que ele aprendeu com alunos enquanto dava um seminário na Northwestern University sobre estilo de escrita sociológica.  Em uma entrevista, Becker afirma que "a má escrita sociológica não pode ser separada dos problemas teóricos da disciplina".  Assim, Becker aconselha os estudiosos a escreverem em estilo direto, evitando a voz passiva e os substantivos abstratos . 
Em Tricks of the Trade, Becker esboça suas ideias sobre métodos sociológicos.  O livro se concentra na crença de Becker de que é impossível estabelecer um método de pesquisa independente da situação em que está sendo usado.  De acordo com Becker, os princípios de pesquisa social que ele descreve no livro são baseados principalmente no que ele aprendeu com seus professores e colegas da Universidade de Chicago .  Além disso, Becker promove a coleta sistemática de dados e a análise rigorosa como forma de dar sentido ao mundo social. 
Em Falando da  sociedade, considerado a terceira parte da série de guias de escrita de Becker,  Becker argumenta que textos socialmente produzidos, ou artefatos, podem ser fontes valiosas de informação sobre a sociedade que os produziu.  Como em trabalhos anteriores, ele enfatiza a importância de estudar as atividades e processos que criaram esses artefatos, em vez de apenas estudar os próprios objetos. 

### Livros editados em português
- Evidências. Sobre o bom uso de dados em Ciências Sociais. Rio de Janeiro: Zahar, 2022. ISBN  9786559790562
- Truques da escrita. Para começar e terminar teses, livros e artigos. Rio de Janeiro: Zahar, 2015. ISBN 9788537813942
- Falando da sociedade.  Ensaios sobre as diferentes maneiras de representar o social. Rio de Janeiro: Zahar, 2009. ISBN  9788537801697
- Outsiders. Estudos de sociologia do desvio. 2ª ed. Rio de Janeiro: Zahar, 2008. 232pp ISBN 9788537818268
- Segredos e truques da pesquisa. Rio de Janeiro: Zahar, 2007. ISBN 9788537800461

### Artigos acadêmicos em língua portuguesa
- "A Epistemologia da Pesquisa Qualitativa". Revista de Estudos Empíricos em Direito, v. 1, n. 2, 2014.